# Dmitrij Mironow
Dmitrij Olegowicz Mironow (ros. Дмитрий Олегович Миронов; ur. 25 grudnia 1965 w Moskwie) – rosyjski hokeista, reprezentant ZSRR, WNP, Rosji, dwukrotny olimpijczyk.
Jego młodszy brat Boris (ur. 1972) również był hokeistą. Jego syn Jegor (ur. 1987) również jest hokeistą.

## Kariera
- SKA MWO Kalinin (1985–1986)
- CSKA Moskwa (1986–1987)
- Krylja Sowietow Moskwa (1987–1992)
- Toronto Maple Leafs (1992–1995)
- Pittsburgh Penguins (1995–1996)
- Anaheim Ducks (1996–1998)
- Detroit Red Wings (1998)
- Washington Capitals (1998–2001)
- Houston Aeros (2001)

Wychowanek CSKA Moskwa. W drafcie NHL z 1991 został wybrany przez Toronto Maple Leafs i rok później wyjechał do Kanady. W lidze NHL rozegrał 10 niepełnych sezonów do 2001.
Reprezentował trzy reprezentacje: ZSRR, WNP i Rosji. Uczestniczył w turniejach Canada Cup w 1991 (ZSRR), mistrzostw świata 1991 (ZSRR), 1992, 2000 (Rosja) oraz na zimowych igrzyskach olimpijskich 1992 (WNP), 1998 (Rosja).
Po zakończeniu kariery pozostał w kanadyjskim Toronto i podjął działalność gospodarczą.

## Sukcesy
Reprezentacyjne
- Brązowy medal mistrzostw świata: 1991 z ZSRR
- Złoty medal zimowych igrzysk olimpijskich: 1992 z WNP
- Srebrny medal zimowych igrzysk olimpijskich: 1998 z Rosją

Klubowe
- Złoty medal mistrzostw ZSRR: 1987 z CSKA Moskwa
- Puchar Europy: 1987 z CSKA Moskwa
- Puchar ZSRR: 1989 z Krylją Sowietow Moskwa
- Brązowy medal mistrzostw ZSRR: 1989, 1991 z Krylją Sowietow Moskwa
- Mistrzostwo dywizji NHL: 1996 z Pittsburgh Penguins, 2000 z Washington Capitals
- Clarence S. Campbell Bowl: 1998 z Detroit Red Wings
- Puchar Stanleya: 1998 z Detroit Red Wings

Indywidualne
- Hokej na lodzie na Zimowych Igrzyskach Olimpijskich 1992: skład gwiazd turnieju
- NHL (1997/1998): NHL All-Star Game

Wyróżnienia
- Zasłużony Mistrz Sportu ZSRR w hokeju na lodzie: 1992
- Rosyjska Galeria Hokejowej Sławy: 2014